# 布赖森·蒂勒
布赖森·蒂勒（英语：Bryson Tiller，1993年1月2日—） 是一位美国的歌手、词曲作者和饶舌歌手。蒂勒出生于肯塔基州的路易维尔，于2011年释出了混音带《Killer Instinct Vol.1》，开始了他的音乐生涯。蒂勒在他的首支单曲《Don't》发行后被更多人所认知，而这支单曲最先于2014年在SoundCloud平台首播，但于2015年被作为商业单曲发行。歌曲在美国公告牌百强单曲榜上达到了第十三位的峰值，并被其他众多艺人所重新混音。蒂勒的首张录音室专辑《灵魂桎梏》于2015年10月2日被释出。这张专辑空降美国公告牌二百强专辑榜第十一位，并于随后达到了第八的位置。
2016年3月，蒂勒得到了由肯塔基州高层Greg Fischer授予的“Key to the City”殊荣。同年，他收到了他的首座奖杯：黑人娱乐电视奖的“最佳新人”以及“最佳男性节奏布鲁斯/流行艺人”奖项。

## 早年生活
布赖森·蒂勒于1993年1月2日出生于肯塔基州的路易维尔。在他四岁时，他的母亲辞世，后来由他的祖母抚养长大。他有四个兄弟。蒂勒在十五岁时开始演唱和饶舌，在此之后他开始为学校的女孩们演唱。他曾在路易维尔的易洛魁高中就读。离开学校后，他曾在棒!约翰以及联合包裹服务工作过。

## 音乐生涯

### 2011至15年：事业起步和《灵魂桎梏》
蒂勒于2011年开始了音乐生涯。他释出了首张混音带《Killer Instinct Vol.1》，其中收录二十一首歌曲。在一次访谈中他谈到了这张混音带，他说：“假如他们想要听到我音乐中的成长，我认为我的首张混音带能确实展现给他们我所走过的这一路”。
2014年，蒂勒凭借他的突破性单曲《Don't》开始收到了大量来自音乐专业人士的在网络上的关注，这支单曲最初在他的SoundCloud页面被释出。歌曲于2015年5月在iTunes上被商业发布并成为了他首张录音室专辑的首支单曲。《Don't》在美国公告牌百强单曲榜上的峰值为第十三位。歌曲被诸如K Camp、Mila J、Sevyn Streeter、D.R.A.M.和WSTRN等艺人所混音。而来自唱片制作人提姆巴兰和加拿大饶舌歌手德雷克的早期的点赞，致使蒂勒得到主流厂牌的关注，而他最终选择与RCA唱片签订一份合约，该消息于2015年8月25日被宣布。蒂勒被提供了一个与德雷克的OVO Sound唱片厂牌签约的机会，但他谢绝了这次机会。2015年10月2日，蒂勒发行了他的首张录音室专辑《灵魂桎梏》，这张专辑空降美国公告牌二百强专辑榜第十一位，并于随后达到了第八的位置。专辑的第二支单曲《Exchange》在公告牌百强单曲榜的峰值为第二十六位，成为了蒂勒的第二支四十强热门单曲。《Sorry Not Sorry》作为《灵魂桎梏》的第三支单曲被发布，在公告牌百强单曲榜的峰值为第六十七位。专辑入选了若干2015年的年终列表，例如《Complex》的“2015年最佳专辑”、《The Root》的“2015年十张最受喜爱专辑”以及《PopSugar》的“2015年二十四张最佳专辑”。

### 2016年至今：《She's Got My Soul》
2016年3月12日，肯塔基州的高层Greg Fischer授予了蒂勒“Key to the City”殊荣，并宣布每年的3月12日为“布赖森·蒂勒日”。2016年5月，蒂勒完成了他在美国的电视首演，他在《Late Night with Seth Meyers》节目上表演了《Exchange》。同月他透露了一个将要到来的项目《She's Got My Soul》。2016年6月26日，他在黑人娱乐电视奖上演出，并在此收获了最佳新人以及最佳男性节奏布鲁斯/流行艺人两项奖。2016年7月，DJ哈立德释出了他的第九张录音室专辑《Major Key》，这张专辑包括了由蒂勒和饶舌歌手未来小子客串的《Ima Be Alright》。2016年9月，蒂勒同样出现在Travis Scott的歌曲《First Take》中，歌曲被收录于Scott的第二张录音室专辑《Birds in the Trap Sing McKnight》。

## 艺术风格

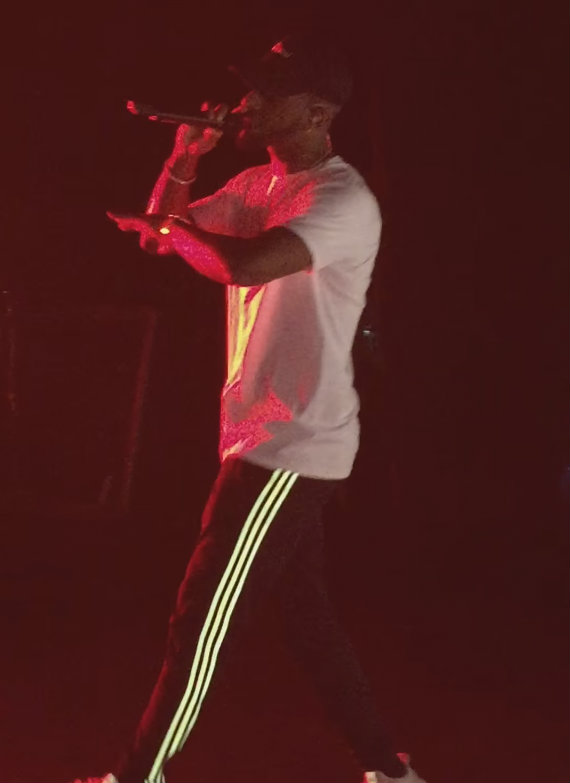
蒂勒在2016年2月表演

当谈及到他的音乐风格时，蒂勒表示，“这仅是Trap和受到嘻哈乐影响的節奏藍調，是介于嘻哈和节奏布鲁斯的一次完美的合并。”蒂勒将美国歌手奥马里恩作为他最大的音乐影响。他的其他影响者包括R·凯利、The-Dream、李尔·韦恩、克里斯·布朗和德雷克。评论界将蒂勒的风格与杰洛米、德雷克、PartyNextDoor以及泰瑞·兰兹进行比较。

## 个人生活
蒂勒与Markea Bivens订婚，这对情侣有一个名为Harley的女儿。
蒂勒经常会戴着棒球帽，这成为了他在媒体舞台形象的一个重要部分。他同时会经常穿着紧身牛仔裤，并坦言他是首个在他所就读高中穿着这个类型的牛仔裤的人的其中之一。

## 个人作品
- 《灵魂桎梏（英语：Trapsoul）》（2015年）
- 《She's Got My Soul》[26]（待告知）

## 获奖与提名
| 年份   | 颁奖机构             | 奖项                            | 提名作品     | 结果 |
| ------ | -------------------- | ------------------------------- | ------------ | ---- |
| 2016年 | 公告牌音乐奖         | 最佳新人                        | 他本人       | 提名 |
| 2016年 | 公告牌音乐奖         | 最佳节奏布鲁斯艺人              | 他本人       | 提名 |
| 2016年 | 公告牌音乐奖         | 最佳节奏布鲁斯专辑              | 《灵魂桎梏》 | 提名 |
| 2016年 | 黑人娱乐电视奖       | 最佳男性节奏布鲁斯/流行艺人     | 他本人       | 獲獎 |
| 2016年 | 黑人娱乐电视奖       | 最佳新人                        | 他本人       | 獲獎 |
| 2016年 | 黑人娱乐电视奖       | 年度录影带                      | 《Don't》    | 提名 |
| 2016年 | 黑人娱乐电视奖       | 可口可乐观众选择奖              | 《Don't》    | 提名 |
| 2016年 | 肯塔基州城市乐娱乐奖 | Static Major Award              | 他本人       | 獲獎 |
| 2016年 | MTV音乐录影带大奖    | 最佳新人                        | 他本人       | 提名 |
| 2016年 | MTV音乐录影带大奖    | 最佳男艺人录影带                | 《Don't》    | 提名 |
| 2016年 | MTV音乐录影带大奖    | 最佳嘻哈乐录影带                | 《Don't》    | 提名 |
| 2016年 | 黑人娱乐电视嘻哈奖   | 最佳嘻哈新人                    | 他本人       | 提名 |
| 2016年 | 英国黑人音乐奖       | 最佳国际艺人                    | 他本人       | 待定 |
| 2016年 | 全美音乐奖           | 最受欢迎灵魂乐/节奏布鲁斯男艺人 | 他本人       | 待定 |
| 2016年 | 全美音乐奖           | 最受欢迎灵魂乐/节奏布鲁斯专辑   | 《灵魂桎梏》 | 待定 |
| 2016年 | 全美音乐奖           | 最受欢迎灵魂乐/节奏布鲁斯歌曲   | 《Don't》    | 待定 |